# Schochwitz
Schochwitz este o comună din landul Saxonia-Anhalt, Germania.